# Francesco Libetta
Francesco Libetta, né le 16 octobre 1968 à Galatone dans les Pouilles, est un pianiste italien.
Sa formation artistique s’est développée surtout en France et en Russie. Il s’est produit dans les plus importantes institutions musicales italiennes, notamment à La Scala de Milan — en soliste ou dans des quatuors — et l’Académie nationale de Sainte-Cécile. Après s’être imposé en 2000 au Miami International Piano Festival of Discovery, il a effectué des tournées aux États-Unis, en Allemagne, au Japon, à Londres, Paris, Stockholm, Oslo, Barcelone, Hong-Kong.
C’est également un compositeur  et chef d’orchestre — il  a collaboré avec I Filarmoni de Vérone et le Nouvel Orchestre Scarlatti de Naples —  dont le répertoire s’étend de Mozart à Wagner et comprend également des productions de ballets, notamment de Tchaïkovski avec le Ballet du Sud de Lecce, ainsi que ses propres œuvres.
Il enseigne à Lecce l’histoire de l’interprétation musicale ainsi que la musique de chambre au Conservatoire “Tito Schipa”.
Il a effectué des enregistrements des Variations Diabelli de Beethoven, des transcriptions de Liszt des opéras de Wagner et des pièces de Mozart, Debussy, Brahms, Ravel, Chopin ainsi que de nombreuses œuvres de Schumann. En 1990 il exécuta la première mondiale des 53 Études de Leopold Godowski d'après les Études de Chopin et en 1994, il fut le troisième pianiste italien à interpréter l’intégrale des 32 sonates pour piano de Beethoven.
On doit noter l'étendue de son répertoire qui s'étend jusqu'à la période contemporaine et sa recherche approfondie de compositeurs et d'œuvres peu connues qu'il rend accessible à ses auditoires au cours de ses concerts.
Le réalisateur Bruno Monsaingeon lui a consacré un film réalisé au cours du Festival de La Roque-d'Anthéron de 2002 où se déploient ses qualités. Au premier rang de celles-ci figure une virtuosité proprement époustouflante, réalisée avec une grande économie de moyens, au service d'une clarté de style et d'un sens de la mélodie remarquables. On notera également sa mémoire phénoménale.

## Filmographie
- Les Pianos de la Nuit - Récital à La Roque d’Anthéron 2002 (réalisateur : Bruno Monsaingeon)

Strauss, Liszt, Debussy, Cajkovskij, Ligeti, Hummel, Alkan, Saint-Saëns, Chopin-Godowsky, Delibes - DVD NAIVE 2003 - DR 2101 
- Libetta à Lecce, Récital Beethoven, Delibes, Chaminade, Schubert-Godowsky, Ravel, Chopin, Brahms, Debussy, Saint-Saëns/Godowsky – DVD VAI 2002 - 4225
- Camille Saint-Saëns, Claude Debussy, Leo Delibes (+ Berezowsky, Lugansky, Kocsis, etc) - DVD Ideale Audience International - MIRARE 2002
- Master of the keyboard - Miami International Piano Festival

(Godowsky: Igniis Fatuus; Saint-Saens: Étude en forme de valse Op. 52 n. 6; Schubert/Strauss: Kuppelwieser Walzer)
VAI - VHS 69230 (2001)

## Discographie
- Libetta Plays Beethoven (Variations Diabelli, Variations Op. 34) VAI (2003) - AUDIO VAIA 1208
- Piano duos - Mozart, Libetta, Rimsky-Korsakov/Libetta (avec Pietro De Maria); Liszt (avec Kemal Gekic); Rachmaninov (avec Ilya Itin) VAI (2003) - AUDIO VAIA 1212
- Masters of the Keyboard Vol. 2 (+ A. Neiman, N. Angelich, D. Burstein, I. Itin, P. De Maria) - Debussy (Les Collines d’Anacapri), Strauss-Risler (Till Eulenspiegel), Brahms- Cortot (Wiegenlied) VAI (2002) - AUDIO VAIA 1206
- Respighi (Due Danze Italiane), Gesualdo (Canzone Francese), Godowsky (Deux Études d'après Chopin), Ravel (La Valse), Debussy (Estampes), Wagner/Liszt (O du mein holder Abendstern), Gounod/Liszt (Valse de "Faust"), Saint-Saens (Étude en forme de Valse), etc. VAI (2001) - VAIA 1196
- Alkan (Grande Sonate Op. 33, 1er mvt), etc. (+ autres) - MPF (2000) - (2 CD) Danacord (2000) - DANACOCD 559

Godard (Mazurka n. 4 Op. 103) (+ autres)
- Eisler (Die Mutter) - avec E. Arciuli, D. Fasolis, RTSI Choir. Chandos (2000) - CHAN 9820
- Liszt – Intégrale des transcriptions d’opéras de Wagner - Agorà (1999) - AG 175.2 (2CD)
- Platti (Sonate XIII-XVIII) - Agorà - AG 168.1
- Chopin (Deux Nocturnes Op.27, Scherzo Op. 31, Études Op. 10 n° 3,5,10,12 Études Op. 25 n° 2,8,9,12, Valzer Op. 34 n. 2, Impromptu Op. 66, Polacca Op. 53) - AIG (1998) - AIG 1097
- Libetta (Le candide), Monpou (Cancion VI), Wagner (Brautlied aus Lohengrin) - Eventyr (1998) - ED 180481202
- Liszt (Transcriptions d’opéras italiens et français : Rigoletto, La muette de Portici, Guglielmo Tell, Roberto le Diable, La Sonnambula, Faust) - Agorà (1997) - AG 115.1
- Schubert (Moment musical, Kuperwieser Waltzer), Mendelssohn (Romances sans paroles Op. 62 n° 6, Op. 67 n° 4), Beethoven (Sonate Op. 78), Mozart (Adagio KV 617a), Hummel (Rondo favori Op. 11), Raff (La Fileuse), etc. - Eventyr (1995) - LC 01
- Ligeti (Études, Premier Livre I-V) - Promusica Norway (1992) - PCC 9031
- Sinding (Sérénades Op. 33 n. 4) Cleve (Étude Op. 17 n. 2) - Promusica Norway (1992) - PCC 9030